# Rob Merrifield
Rob Merrifield (né le 19 décembre 1953 à Mayerthorpe, Alberta) est un homme politique canadien

## Biographie
Il a été député à la Chambre des communes du Canada, représentant la circonscription de Yellowhead sous la bannière du Parti conservateur du Canada.
Il est d'abord élu comme membre de l'Alliance canadienne en 2000. Il est réélu comme député du nouveau Parti conservateur en 2004. Homme d'affaires et agriculteur, Merrifield a été porte-parole de l'opposition pour la Commission Romanow, la Santé et les Affaires intergouvernementales. Il a été vice-président du comité permanent sur la santé.
Merrifield a attiré la controverse durant la campagne électorale de 2004 en suggérant que les femmes devraient recevoir une assistance psychologique avant de recourir à l'avortement. 
Il a démissionné de son poste de député en septembre 2014 pour devenir délégué général de l'Alberta à Washington.